# Kim Seong-Ho
Kim Seong-Ho es un deportista surcoreano que compitió en taekwondo. Ganó una medalla de plata en los Juegos Asiáticos de 2010 en la categoría de –54 kg.

## Palmarés internacional
| Juegos Asiáticos | Juegos Asiáticos | Juegos Asiáticos | Juegos Asiáticos |
| Año              | Lugar            | Medalla          | Categoría        |
| ---------------- | ---------------- | ---------------- | ---------------- |
| 2010             | Cantón (China)   | Medalla de plata | –54 kg           |